# کلمات مبارکه مکنونه

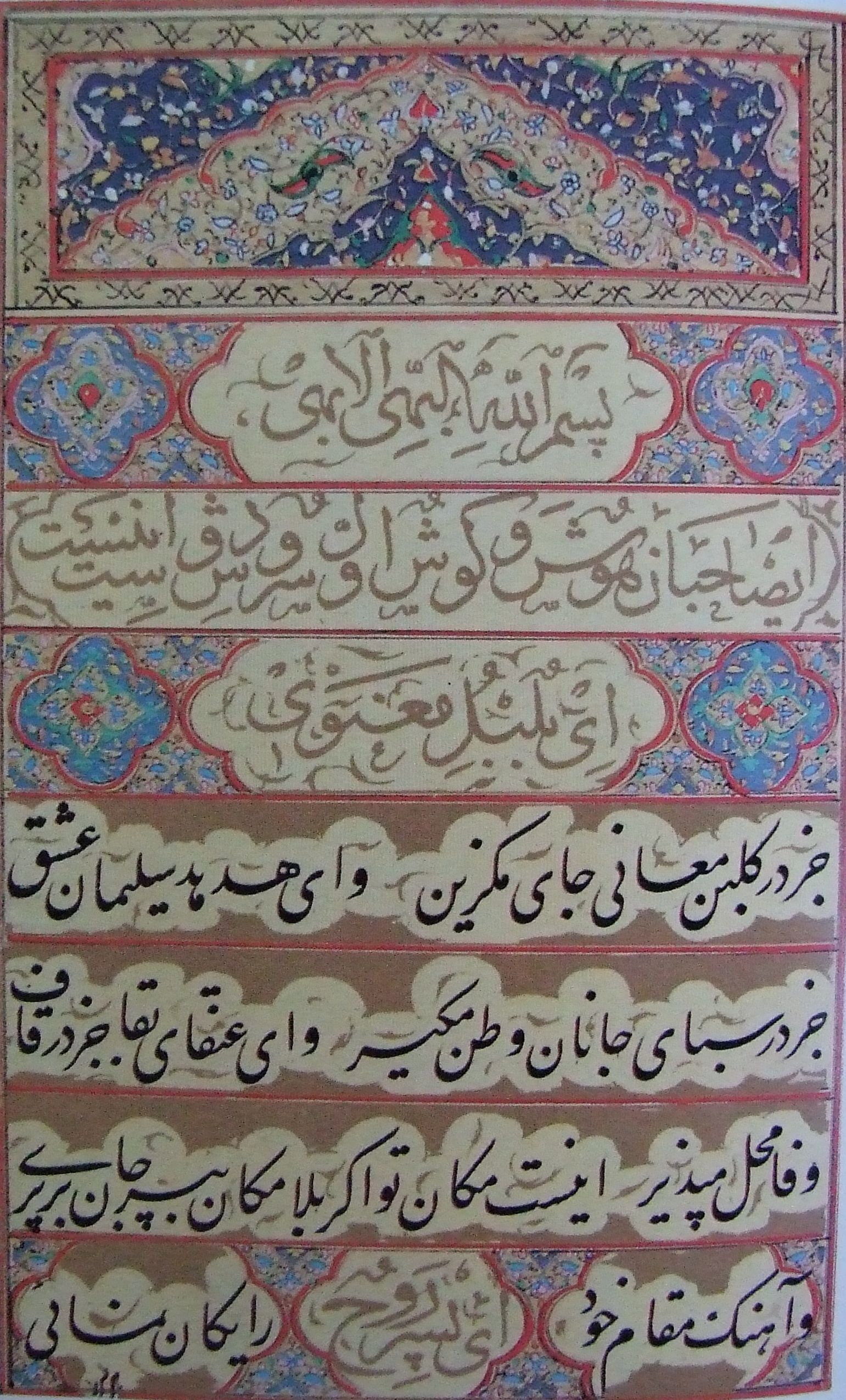
مکنونه

کلمات مکنونه یکی از آثار بهاءالله شارع دین بهائی است که در سال ۱۲۷۴ هجری قمری حوالی سال ۵۸–۱۸۵۷ میلادی در بغداد نگاشته شده‌است. این مجموعه شامل ۲ بخش فارسی و عربی است. بخش فارسی شامل ۸۲ قسمت و بخش عربی شامل ۷۱ قسمت می‌باشد که هر قسمت در حد یک پاراگراف است. هر کلمات مکنونه شامل پند در موضوعات اخلاقی و روحانی است.
بهائیان مقصد از این اثر را چنین می‌دانند که انسان را از علائق این عالم فانی منقطع کند و روح وی را از خطر تسلط نفس او محافظت نماید و راه رستگاری روح انسانی را نشان دهد و سالکین این راه را از دام‌های پرخطری که در سر راهشان قرار گرفته، آگاه کند و این مجموعه را راهنمای کاملی برای سیر انسان به سوی عوالم روحانی خداوند محسوب می‌دارند.
همچنین در این آثار، نکاتی نیز در مورد چگونگی و دستور العمل زندگی اجتماعی آورده شده‌است.
این کتاب در بین بابیان به مصحف فاطمه مشهور بود، که به اعتقاد شیعیان ۱۲ امامی توسط فرشته‌ای در گوش فاطمه زمزمه می‌شد تا از غم از دست دادن پدرش محمد، پیامبر اسلام بکاهد؛ و قرار است همراه با مهدی موعود آورده شود.

## اهمیت جایگاه کلمات مکنونه در نظر بهائیان
شوقی ربانی در کتاب قرن بدیع ص ۲۸۸ چنین می‌نویسد:
" … پس از کتاب ایقان که مخزن حقایق اسرار الهیّه و مکمن معارف بدیعهٔ رحمانیّه است مجموعهٔ جواهر آسای کلمات مبارکهٔ مکنونه را باید یاد نمود. این درّ معانی ولآلی حکمت یزدانی که در اوقاتی که حضرت بهاءالله در کنار دجله مشی می‌فرمودند و در دریای توجّه و تفکّر غوطه‌ور بودند از لسان اطهر به لغت فارسی و عربی نازل، بدواً به مناسبتِ "صحیفهٔ مخزونهٔ فاطمیّه" که به اعتقاد شیعیان باید یوم ظهور نزد قائم موعود موجود باشد به همین نام موسوم گردید. صحیفهٔ مذکوره صحیفه‌ای بود که جبرئیل به امر الهی برای حضرت فاطمه آورد و حضرت علی علیه السّلام آن را کتابت فرمود و تلاوتش در احیانی که آن مخدّرهٔ کبری از رحلت پدر بزرگوار غرق در دریای احزان و تأثّرات شدیده بود مایهٔ تسلّی و تشفّی خاطر مبارکش می‌گردید.
در آثار بهائی من جمله در آثار عبدالبهاء به خواندن و عمل به توصیه های اخلاقی این کتاب تاکید فراوان شده است.
کلمات مکنونه به گفته آنچه در اول قسمت عربی کتاب آمده عصاره آموزه های اخلاقی ادیان گذشته است که به اختصار در این کتاب گرد آمده است. اولین پاراگراف این کتاب چنین است: "هذا ما نزّل من جبروت العزّة بلسان القدرة و القوّة علی النّبیّین من قبل و انّا اخذنا جواهره و اقمصناه قمیص الاختصار فضلاً علی الاخیار لیوفوا بعهد الله و یؤدوا اماناته فی انفسهم و لیکوننّ بجوهر التّقی فی ارض الرّوح من الفائزین ".
مضمون فارسی این عبارات چنین است: «این اثریست که به زبان قدرت و قوّت از جبروت عزّت بر انبیای قبل نازل شده. و ما جوهر آن را گرفته و لباس اختصار به آن پوشانده ایم، فضلی بر پرهیزکاران  که به عهد الهی وفا نمایند و در زندگی خویش امانت او (حقّ) را ادا کنند و در عالم روح گوهر تقوی را در یابند.»
مفاهیم مندمج در کلمات مکنونه
این مجموعه مفاهیم متعددی را در بر دارد، از جمله تشویق به دوستی و محبت به همنوع، پاکی و صفای قلب، مدارا کردن با یکدیگر، رعایت عدل و انصاف، حفاظت فقرا، قناعت، مشغولیت به کسب و کار،  وفای به عهد، مصاحبت با نیکان، تقوای خالص، عمل پاک. از طرفی دیگر خوانندهٔ این کلمات را نهی مینماید از بد گوئي و بد بینی، تهمت و افترا، غل و حسد، برتری جوئی از دیگران، بطالت و بی‌ثمر بودن و گمراهی دیگران. این مجموعه با این بیان خاتمه می یابد: « عروس معانی بدیعه که ورای پرده های بیان مستور و پنهان بود بعنایت الهی و الطاف ربانی چون شعاع منیر جمال دوست ظاهر و هویدا شد. شهادت میدهم ای دوستان که نعمت تمام و حجّت کامل و برهان ظاهر و دلیل ثابت آمد دیگر تا همّت شما از مراتب انقطاع چه ظاهر نماید...»
چند نمونه از کلمات مکنونه فارسی
۳.« ای دوست
در روضهء قلب جز گل عشق مکار و از ذیل بلبل حبّ و شوق دست مدار. مصاحبت ابرار را غنیمت دان و از مرافقت اشرار دست و دل هر دو بردار.»
۵. «ای پسر خاک
براستی میگویم غافلترین عباد کسی است که در قول مجادله نماید و بر برادر خود تفوّق جوید. بگو ای برادران باعمال خود را بیارائيد نه باقوال.»
۱۲. «ای صاحب دو چشم
چشمی بر بند و چشمی بر گشا. بر بند یعنی از عالم و عالمیان. بر گشا یعنی بجمال قدس جانان.»
۲۸. «ای پسر خاک
جمیع آنچه در آسمانها و زمین است برای تو مقرّر داشتم مگر قلوب را که محلّ نزول تجلّی جمال و اجلال خود معیّن فرمودم و تو منزل و محلّ مرا بغیر من گذاشتی چنانچه در هر زمان که ظهور قدس من آهنگ مکان خود نمود غیر خود را یافت .
اغیار دید و لا مکان بحرم جانان شتافت و مع ذلک ستر نمودم و سرّ نگشودم  و خجلت ترا نپسندیدم.»